# Hexenkrautwanze

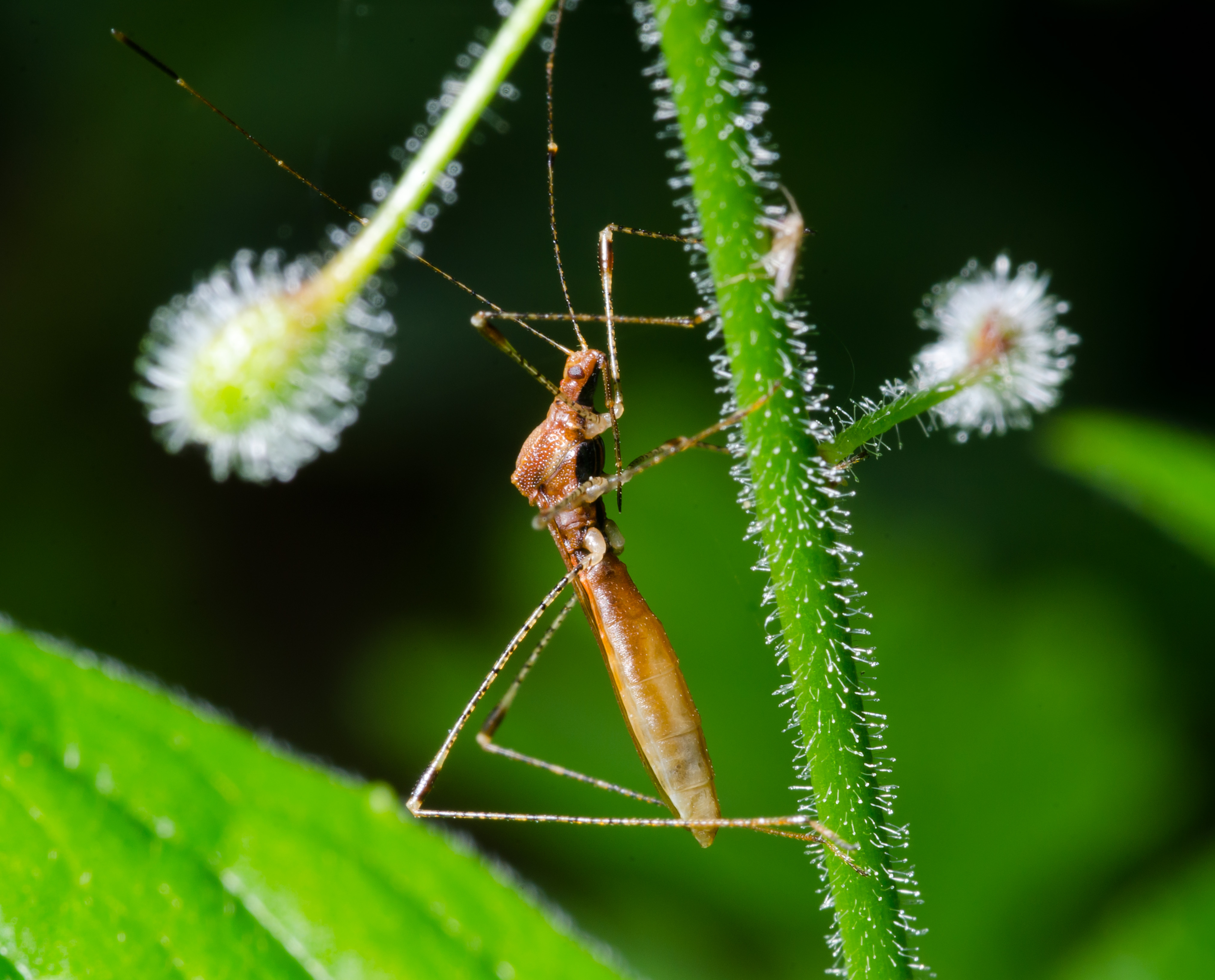
Seitenansicht

Die Hexenkrautwanze (Metatropis rufescens), auch Hexenkraut-Stelzenwanze genannt, ist eine Wanze aus der Familie der Stelzenwanzen (Berytidae).

## Merkmale
Die Wanzen werden 7,9 bis 9,4 Millimeter lang und zählen damit zu den größten Vertretern ihrer Familie in Mitteleuropa. Sie haben eine braune Färbung; die Nymphen sind anfangs gelblich, später grün gefärbt. Charakteristisch ist der nach hinten gerichtete Dorn am Schildchen (Scutellum) sowie die schwarzen Verdickungen am Ende der Schenkel (Femora) und die schmalen schwarzen Ringe an Beinen und Fühlern.

## Verbreitung und Lebensraum
Die Art ist in Europa, mit Ausnahme des hohen Nordens und des Südens, östlich bis in die Schwarzmeerregion und nach Sibirien verbreitet. In Mitteleuropa ist sie verbreitet, tritt aber nicht überall auf. Sie ist nur lokal häufig. In Großbritannien ist sie in weiten Teilen des Südens, einschließlich Wales verbreitet. Besiedelt werden schattige, meist feuchte Lebensräume in Laubwäldern, wie etwa die Waldränder, Bachauen und frischere Bereiche mit Bewuchs der Nahrungspflanzen.

## Lebensweise
Die Tiere ernähren sich ausschließlich von Hexenkräutern (Circaea), wie etwa von Großem Hexenkraut (Circaea lutetiana), Mittlerem Hexenkraut (Circaea × intermedia) und in den Alpen auch von Alpen-Hexenkraut (Circaea alpina). Gesaugt wird überwiegend an den Reproduktionsorganen der Pflanzen. Die Überwinterung erfolgt als Imago unter loser Rinde, in Moospolstern oder in trockener  Bodenstreu. Die Paarung findet ab Mai statt. Man findet die flugaktiven Wanzen dann nicht nur auf den Nahrungspflanzen, sondern auch an anderen krautigen Pflanzen und auch Bäumen. Die Weibchen legen ihre Eier im Juni und Juli einzeln an den Stängeln und Blättern der Nahrungspflanzen ab. Ab August, manchmal auch schon im Juli treten die Imagines der neuen Generation auf, wobei man Nymphen aber auch bis in den September antreffen kann.

## Belege